# 海容號防護巡洋艦
海容号防护巡洋舰是清朝末期订购的一艘防护巡洋舰，为海容级巡洋舰首舰。辛亥革命后，海容舰参加革命，加入中华民国海军，经历了军阀混战的动荡时代，最终1937年淞沪会战期间在江阴要塞附近自沉。清末總理各國事務衙門主持海军建设时期，所购军舰均以「海」字开头。本舰作为甲午战争中国惨败后海军重建时期新购主力军舰之一，舰名寓意「布局有容」。

## 设计和概述
甲午战后，中国谋求重建海军，伏尔铿方面为中方提供数个前无畏舰方案之余，也设计了一款辅助主力舰伴随作战的防护巡洋舰。本舰全长100米、宽12.5米、吃水4.877米。外观上最大的特征是4个巨大的送风筒。舰上安装4座圆形锅炉，为两台四缸三胀往复蒸汽机提供蒸汽。设计动力7,500匹馬力（5,600千瓦特），19.5節（36.1每小時）；实际达到8,400匹馬力（6,300千瓦特），德国海试时达到20.75節（38.43每小時）的好成绩，不过中方接收时因为路途遥远，尚未进行彻底维护，航速稍有衰减，为20.25節（37.50每小時）。
武器方面，主炮为三门克虏伯40倍径150毫米速射炮，艏楼两门并排布置，艉楼一门。副炮为8门克虏伯40倍径105毫米速射炮，全部分布在左右两舷，其中靠近艏艉楼的4门安装在舷侧耳台。轻武器为哈乞开斯37毫米机关炮6门，前后飞桥两侧各配备一门，另两门位置不详。6挺马克沁8毫米机枪全安装在作战桅盘上，前后桅各3挺。另有一门21倍径60毫米舢板炮一门。鱼雷方面，共装备3具450毫米鱼雷发射管，舰艏水下一具，左右舷各一具。
防护方面，装甲甲板倾斜部分为56毫米，轮机舱部分加强到76毫米；水平部分40毫米。主副炮炮盾为25毫米，司令塔50毫米。

## 舰历

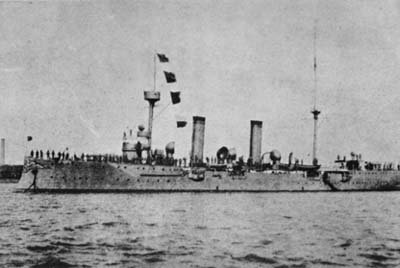
1897年的海容舰

### 建成至清末
1895年甲午战争刚结束不久，清政府就开始了海军重建计划。1896年10月中旬，清廷与德国伏爾鏗造船廠签订了购买3艘防护巡洋舰的合同。1897年9月15日海容号下水。1898年5月4日，时任驻德公使吕海寰参加了海容号的海试，航速超过20节。同年5月13日，海容号由德国船员驾驶返国，6月28日经过锡兰，7月12日到达香港，7月27日到达大沽口。
1899年，清朝重新组建北洋水师，以原北洋将领、提督衔补用总兵叶祖珪任统领，萨镇冰任帮统。海容号成为新北洋水师主力舰之一。
1900年庚子事变爆发，其时叶祖珪正因公务留在天津，旗舰海容号停留在大沽口水雷营码头。叶祖珪不打算和联军军舰交战，于是命令海容号按照联军司令的命令开到大沽口外，在联军舰队泊地熄火抛锚，接受扣留。《辛丑条约》签订后联军释放了海容号。
1904年日俄战争爆发时，海容号等主要军舰长期驻扎在烟台。8月10日黄海海战爆发，俄国太平洋舰队旅顺分舰队突围失败。11日04:15，俄国驱逐舰刚毅号逃入烟台，向中国海军投降，并拆卸武装交予中国海军，海容号则派出蒸汽艇看管。19时拆卸工作完成，19:30日本海军朝潮、霞突然进入港内，萨镇冰登上日舰与之交涉，日舰随即退去。然而12日03:30，朝潮派出小艇再次靠近刚毅号，要求刚毅号向日军投降或者交战。双方发生冲突，事后日方强行拖走刚毅号。事发时中国海军3艘巡洋舰均在港内，仍让日军两艘驱逐舰强行掳去已向中国海军投降的舰艇，此事令舆论哗然，当时坐镇烟台的萨镇冰乃至中国海军均受到严厉抨击。11月16日早上，机敏号驱逐舰突围至烟台，因为刚毅号事件不信任中国海军有能力保证中立，于是在向俄国领事递交信件后自行引爆炸沉。事后海容号负责将机敏号船员送至上海。
1905年1月1日晚上5艘俄国驱逐舰连同若干船只从旅顺突围，1月2日抵达烟台。海容号1月6日从上海赶到烟台，对这批俄国舰艇实施扣押。第二太平洋舰队接近的时候，海圻、海籌、海容、海琛均在上海进行巡逻，防止扣押的俄舰出逃。双方签订停战协议后，中国海军方才交还俄国军舰。同年秋，中国订购的7台马可尼无线电台全部到达国内，3台由陆军使用，4台安装在当时的4艘巡洋舰（海圻、海容、海筹、海琛）上。
1907年，鉴于同盟会在南洋各地的反清活动日烈，清朝决定以海筹号、海容号访问南洋各地，以作宣传。5月以海筹号管带何品璋为队长，两舰出发。5月22日黄冈起义爆发，两舰奉调返回广东沿海协助镇压。起义平定后，两舰重新出发，7月抵达西贡，停留9天，受到当地华商热烈欢迎。8月，长江一带局势持续动荡，海筹号、海容号两舰从南洋返回停留上海进行巡逻。同年秋，海圻号、海容号再度前往南洋进行访问，遍历西贡、曼谷、巴达维亚、三寶瓏、泗水、日惹、梭罗、帝汶、新加坡、槟榔屿等地。
1908年10月30日，美国大白舰队环球航行途中，应邀派出一支分舰队访问厦门。海圻、海筹、海容、海琛全部前往参加接待。
1910年，葡萄牙与清朝就澳门边界问题发生冲突。葡方声称如若中方不同意拓展澳门边界，就要派出军舰炮轰中国沿海城市。海容号、海筹号奉命前往澳门展示实力，迫使葡方重回谈判桌。当年葡萄牙发生革命，此事亦不了了之。

### 北京政府时期
1911年辛亥革命爆发，海军立即动员起来参加对革命军作战。 10月下旬，海容号、海筹号也到达阳逻，加入对革命军的作战。萨镇冰改旗舰为海容号，长江舰队统领沈寿堃则以海琛号为座舰，同时限制各舰人员往来。但此时三舰依然有不少军官依靠无线电进行联络，并且在各自舰内宣传革命思想。10月26日，海容、海筹、海琛三舰向造纸厂附近的革命军阵地进行炮击，对守军步兵第二协造成严重伤亡，撤出阵地。10月27日，海容、海筹、海琛三舰从革命军侧翼炮击，迫使革命军退往大智门一带。28日06:30左右，三舰以及长江舰队各舰一起对武汉的革命军的炮击。双方的命中率都不高，海军炮弹无一命中目标，自身一艘军舰受到革命军火炮击中。20分钟后海军退出战斗。15:20，海容、海筹、海琛三舰向汉口对岸武昌青山的革命军炮兵阵地开火，舰炮对革命军的57毫米行营炮造成强大的火力压制，在海军支援下清军成功占领汉口玉带门一带市区。
海军各舰中级军官多同情革命军，因此经常下令炮手故意瞄偏射击。随着革命的进行以及倾向革命的官兵的宣传，三舰官兵渐渐不愿与革命军作战，但也没能说服萨镇冰起义，于是以水位下降、补给不足等为借口，11月12日三舰早上离开武汉准备返回上海。出航不久三舰即降下清朝龙旗换上白旗。13日中午三舰悬白旗进入九江，与九江军政分府取得联系，并请领国旗。15日，武汉方面派徐明達、李作栋到达九江接收，三舰正式加入革命军。此时武汉战事紧迫，安徽也动荡不已，在九江起义的海军舰艇决定分为两支，第一舰队以海筹号管带黄钟瑛为司令，包括海筹、江貞、湖隼三舰，前往安庆；第二舰队以汤芗铭为司令，包括海容、海琛、湖鶚三舰，返回武汉支援作战。
11月18日第二舰队离浔返汉。19日11时，第二舰队三舰从青山向刘家庙一带清军进行炮击。15时海容号单独前往黄鹤楼江边停靠。清军误将海容号悬挂的革命旗当作英国国旗，并未加以阻拦。随后海容号顺流而下，一离开租界区域就立即向清军开火；因距离江边仅500米，海容号的炮击对清军造成严重打击。海容号自身1人战死、3人受伤，烟囱有弹痕，舷侧受到两发炮弹命中。同月22日，海容号、海琛号奉鄂军都督黎元洪命令，在武汉谌家矶江面炮击清军阵地，掩护革命军第三协渡江作战。清军三道桥附近的炮兵阵地进行回击。清军装备有100毫米以上火炮，对海容号、海琛号给予一定的打击，两舰各受炮弹命中，共伤亡十余人。海容号右舷、后桅、烟囱等受损，海琛号鱼雷舱附近中弹。两舰的炮击则杀伤清军第四镇400多人。23日，海容号、海琛号掩护革命军一部从青山渡江，向刘家庙进攻。清军腹背受敌，退至二道桥。24日清军发起反击，革命军伤亡惨重，退回青山。25日早上，革命军再次由海军掩护，在阳逻登陆，然而依旧无法建立稳固的阵地，只能撤回江对岸。
同年12月7日，长江水位下降，革命军各巡洋舰退至九江。12月18日南北议和，各舰返回上海休整。
1912年1月，民國臨時政府下令进行北伐。海容、海筹、海琛三舰组成北伐舰队，以海军次长汤芗铭为司令。1912年1月16日三舰抵达已经宣布独立的烟台。
辛亥革命后，海容、海筹、海琛进行改装，拆除了后桅战斗桅盘以降低重心，基座依旧保留，作为维护平台用。
1913年二次革命爆发。7月16日上海讨袁军起事。北洋军由海军总司令李鼎新、海军警卫队总执事郑汝成率领，抵挡讨袁军的进攻。8月14日张勋、冯国璋从东西两个方向夹击南京。26日海军总长刘冠雄派出海圻号、海容号等连续炮击狮子山炮台。27日北洋军发起总攻，南京讨袁军全军覆没。
二次革命结束后，海军部为应急通信计，决定为主力军舰换装性能更好、号称通信距离达1700公里的西门子德律风根公司2.5TK无线电机，海容号上拆下来的马可尼式无线电机转为安装到南琛號上。此外在不晚于护法舰队南下时期，海容等的舰艏龙纹拆除，另为降低军舰重心，将前桅一人高的战斗桅盘改为胸墙式样。
1914年7月底，第一次世界大战爆发。8月中旬，日本对德宣战的可能性越来越大，海圻号、海容号驻扎在烟台进行警戒。
1915年12月25日，云南独立，护国战争爆发。1916年4月，北洋军征用海晏号、新铭号、新裕号等3艘轮船搭载第十二师前往福建，海圻号、海容号负责护航。4月20日，舰队经过温州时，因为大雾，海容号撞沉新裕号，全船除挪威籍船长和两名电工外，其余所有船员和700多名陆军官兵全部死难。
1917年7月1日，張勳復辟，海筹号、海容号两舰奉海軍總長程璧光之命往天津，打算接回黎元洪，不过两舰抵达时张勋部已经失败退出北京。7月21日程璧光率领護法艦隊南下，海筹号、海容号两舰在段祺瑞政府劝说下，留在了北京政府旗下，并未跟随程璧光。8月14日，北京政府对德宣战，海容号、海筹号参加了没收德、奥滞留在华的舰艇的行动。
俄国十月革命爆发后，各国调集部队往符拉迪沃斯托克（中文旧称海参崴）干涉维持秩序。北洋政府也选调了安装有长波电台的海容号前往。1918年4月9日海容号从上海出发，4月16日抵达。7月1日，俄国西伯利亚临时政府军队和布尔什维克军队在符拉迪沃斯托克一带交战，海容号等驻当地军舰纷纷派出水兵上岸巡逻。这段时间发现海容号的长波电台功率依旧不足，不能直接与国内通信，需要由美国军舰代为收发电报。同年7月底，北洋政府提拔海容号舰长林建章为海军代将（海军准将）。
1919年5月20日，海筹号替换海容号驻扎符拉迪沃斯托克，海容号则返回上海江南造船所维修。10月25日，海筹号返回厦门，监视护法军队。由于符拉迪沃斯托克当地涉外事务需要，海容号再次前往当地。
1920年7月5日，美国干涉军为庆祝美国独立日，在符拉迪沃斯托克举行美、中、俄、捷、南斯拉夫五国军人运动会，海容号派出士兵参加，取得了总积分第二的好成绩。苏联后授意远东地区成立远东共和国，各国干涉军陆续退出，海容号也在当年11月回国。
1922年4月29日，第一次直奉战争爆发。此时第二舰队司令杜錫珪倒向直系，而第一舰队司令林建章则依旧倾向皖系。吴佩孚请出萨镇冰，率领海筹号、海容号、永績號三舰北上，协同第二舰队到达秦皇岛，支援直军对抗奉军。
同年，北伐粤军许崇智所部因对陈炯明作战失利而退到闽赣交界处。时福建督办李厚基叛皖投直，段祺瑞于是派出徐树铮与孙中山协商，借许部协助皖系延平镇守使王永泉驱逐李厚基，夺回福建。10月12日，许、王联军大败李部，李厚基逃至马尾，被在旁伺机而行的海军逮捕，夺取武器、资金等。直系政府要求海军部进行查处；海军一面释放了李厚基，另一面以第一舰队司令周兆瑞率领海容号和陆战队赶往福建，连同杨敬修率领的练习舰队夺取长门要塞。1923年1月粤军返回广东再次与陈炯明作战，而王永泉又投奔了直系，故而对海军在福建的活动听之任之。7月杨树庄率领海容号、应瑞号等协同陆战队进攻皖系厦门守军臧致平部，未果。
1923年6月22日，神户东汽船公司的一艘汽船神州丸因为突遇大风以及潮水的缘故，撞上了海容号。中方据此索赔6700元，日方船长认为费用太高而向日本驻福州领事馆申诉。日本领事馆方面决定，中方索要额度的确过高，但鉴于中国当前反日情绪持续高涨，为免刺激中国海军，应该迅速支付，以免节外生枝。
1923年4月8日，驻上海各舰通电独立，反对直系，时称沪队海军。1924年，江浙战争爆发，直系江苏督办齐燮元对阵皖系浙江督办卢永祥。直系控制的海军积极活动，试图武力统一海军。海军总司令杜錫珪下令杨树庄率领驻福建的主力海容号、应瑞号等从马尾北上，协同第二舰队作战。9月3日，直奉两军在上海以西的黄渡交战，驻闽舰队在浏河与第二舰队会合，经过吴淞口时与沪队海军对峙，但并未发生交火。此后杨树庄率领舰队在浏河支援直军进攻。9月下旬至10月中，卢部失利，沪队海军各舰也陆续重回杜锡珪控制下。

### 南京政府时期
1926年7月9日，國民革命軍誓師北伐。10月10日，北伐军攻克武昌，吴佩孚部损失惨重。接着北伐军从江西、福建进攻孙传芳部。海军见直系大势已去，开始同国民党进行谈判。得到蒋介石的承诺后，闽系中央海军秘密同意倒戈。11月26日，直系漳州、泉州镇守使张毅部企图渡江进入福州时，驻闽海军第一舰队首先发难，突然进行攻击。1927年2月22日，驻在上海的舰队参加了上海工人第二次武装起义。3月14日，杨树庄通电参加革命，归附国民革命军。3月21日，上海第三次工人武装起义。第二舰队司令陈绍宽率领海容号等进攻吴淞炮台，接着又在浏河一带截击直系溃军。4月18日，南京国民政府成立，同时海军进行改组，海容号编在新编成的第一舰队内。第一舰队司令陈季良率领海容号、海筹号、應瑞號等防守吴淞至江阴。同年5月13日，孙传芳旗下一部试图从南通渡江，海容号、海筹号前往进行巡逻，迫使该部放弃了渡江的企图。5月18日，东北海军海圻、肇和、镇海、威海4舰袭击吴淞炮台，海筹、海容、应瑞、豫章、建康等舰赶来支援，迫使海圻号等退出战斗。
1928年起，海容号机关炮改为维克斯47毫米炮4门、哈乞开斯37毫米炮4门。后又安装一门维克斯40毫米高射炮（即两磅砰砰炮）。
1929年，蒋桂战争爆发，5月14日，海容、应瑞以及多艘海军炮舰从吴淞护送陆军运兵船南下，登陆汕头、虎门。
1933年6月25日发生薛家岛事件，海圻、海琛、肇和三舰叛离东北海军，投靠陈济棠。7月5日，军委会主席蒋中正下令时南京政府海军部部长陈绍宽派军舰拦截南投三舰。其时中央海军辖下大型军舰仅海容号单舰在吴淞且可出动，无法匹敌三舰，只能放弃拦截。
1935年6月15日，海圻号、海琛号与粤军不和，再次叛逃，6月19日进入香港以躲避粤军飞机空袭。此时中央海军正在福建外海操演，陈季良于是率领第一舰队在香港外海警戒。21日下午，海圻号、海琛号离开香港时，宁海号开炮威吓，迫使两舰退回香港。当晚，宁海号、海容号、海筹号等进入香港，要求两舰交出炮闩，跟随中央海军北上。两舰拒绝。双方僵持到6月底，最终达成妥协，中央海军先行，海圻号、海琛号两舰稍后单独前往上海。
1937年初，中日关系日趋紧张，海军部调集主要军舰在南京进行为期三个月的备战演习。9月20日，军委会下令海圻、海琛、海筹、海容四舰自沉，组建第二道封锁线。25日四舰自沉。由于命令仓促，海容号150毫米炮仅来得及拆除一门，105毫米炮和机关炮全部拆除入库，高射炮拆下来后交给炮舰永綏號。
1959年4月25日，上海打捞工程局打捞起海容号，其后拆解炼钢，无任何附属物保留下来。